# DKW Júnior/F11/F12

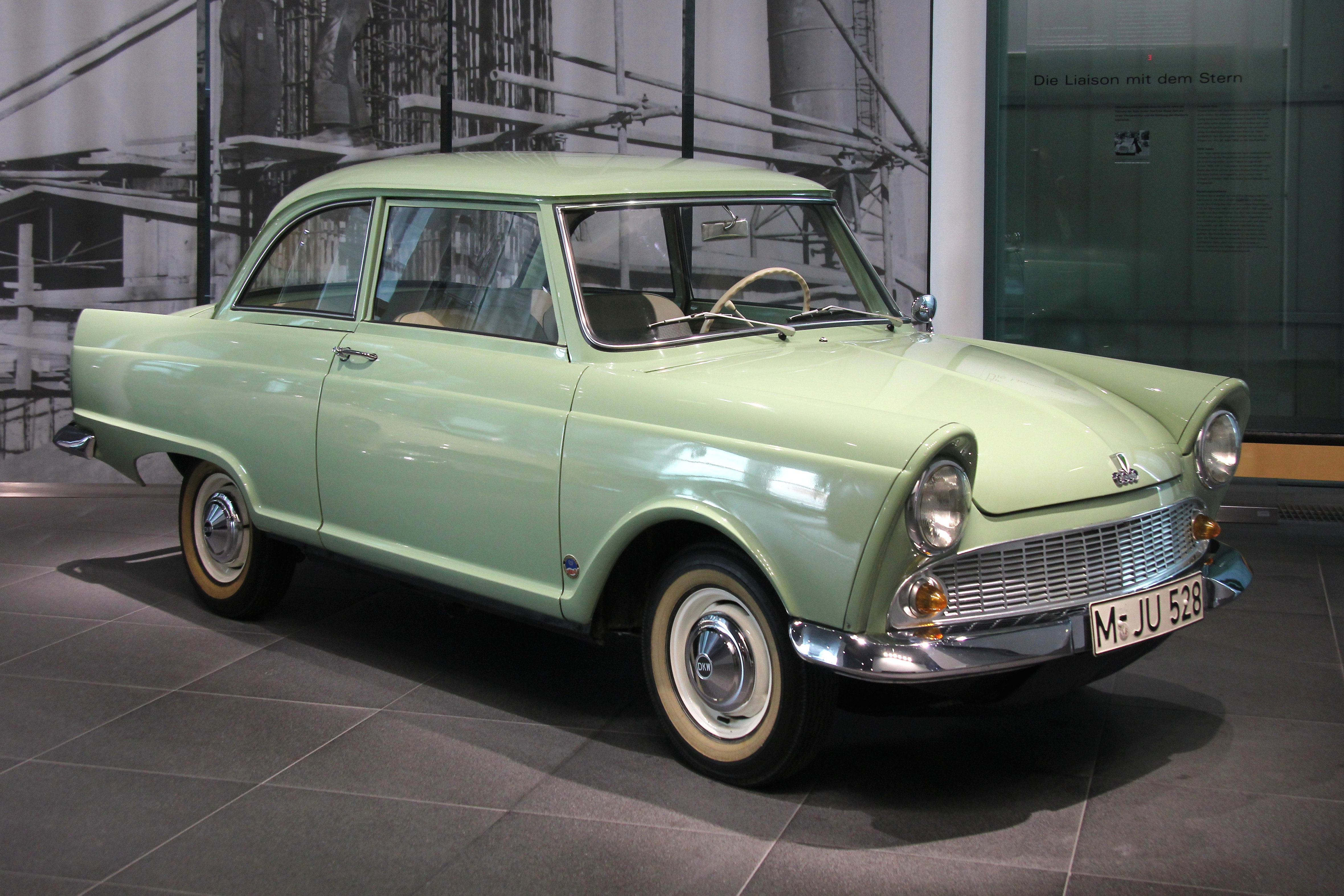
DKW Junior 1959

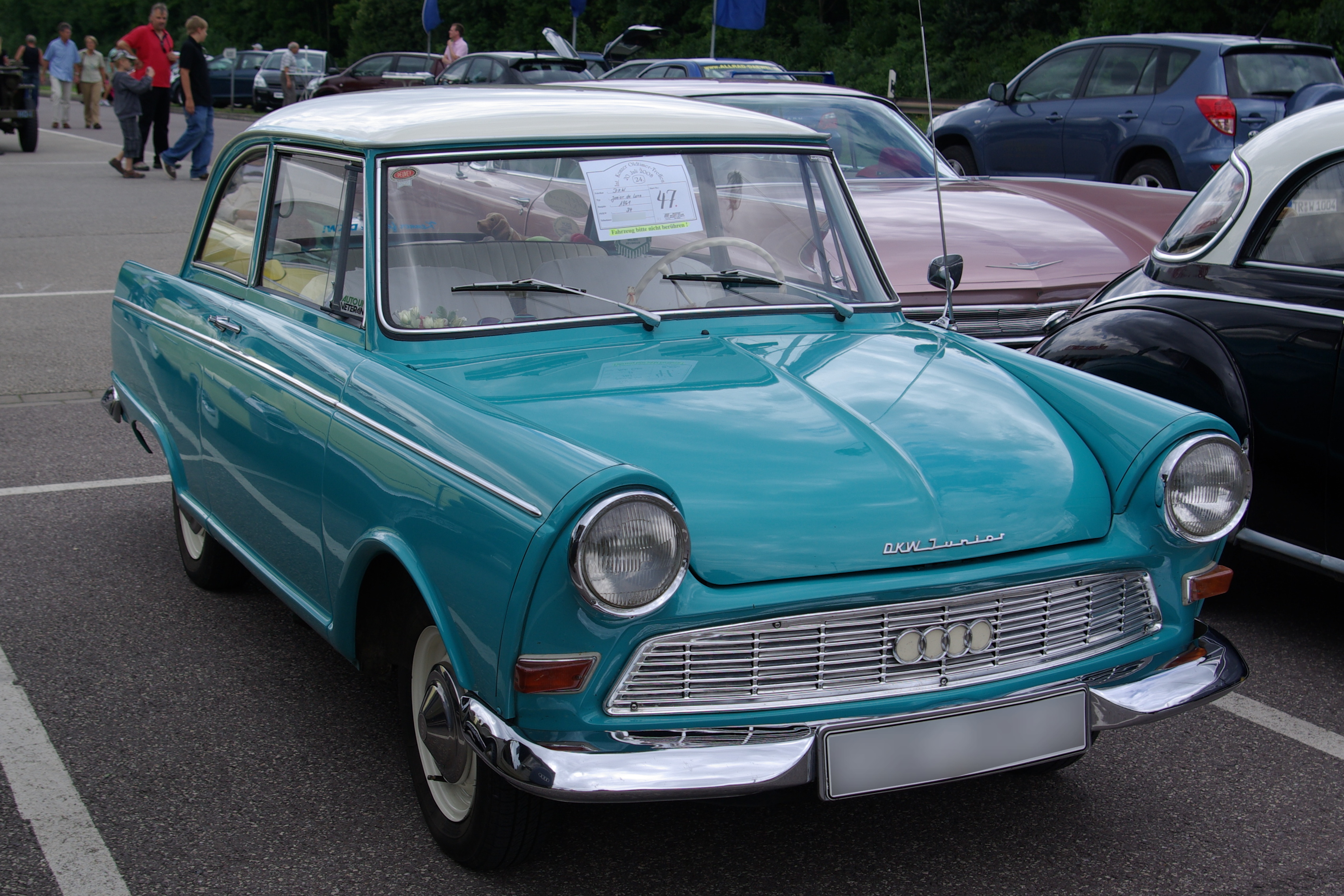
O DKW Júnior fez muito sucesso em seu tempo. Nesta foto e na foto abaixo...

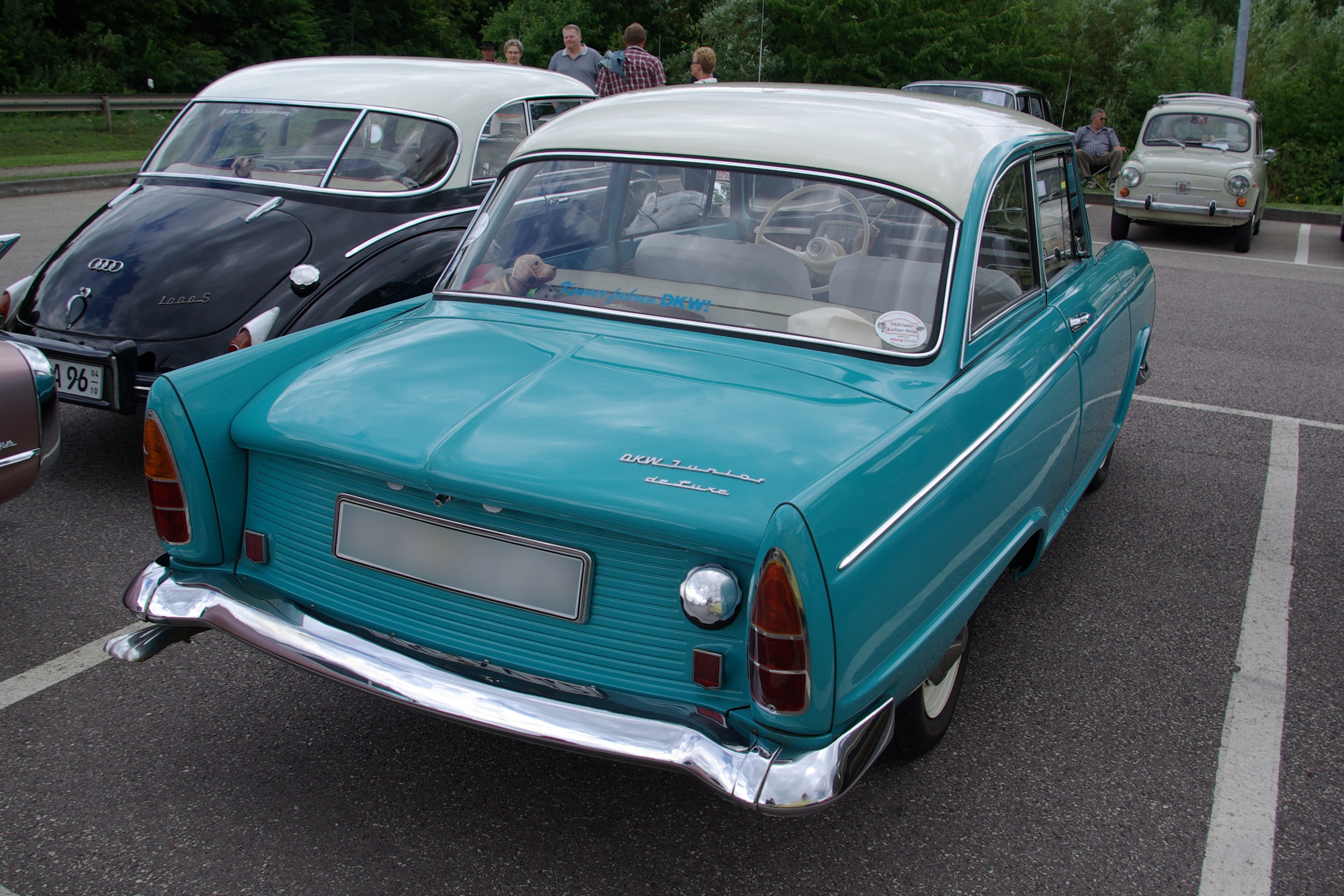
… aparecem vistas de um DKW Júnior de Luxe. Este modelo apresentava alguns refinamentos em relação ao modelo básico.

A família de automóveis de passeio iniciada com o DKW Júnior foi produzida pela DKW entre 1959 e 1965, considerando todos os modelos, e fez muito sucesso. Ao total, foram cinco modelos: o Júnior, o Júnior de Luxe, o F11, o F12 e o F12 Roadster. Esta foi a penúltima série de veículos produzida com motores de dois tempos pela DKW, sendo descontinuada a sua fabricação quando a Auto Union foi adquirida pela Volkswagen.
Sua concepção estética, juntamente com a concepção do Auto Union 1000sp e do DKW F102, representava uma forte mudança em relação aos modelos anteriores da DKW e da Auto Union, ainda atrelados à concepção do F89, anterior à Segunda Guerra Mundial.
O modelo básico, o Júnior, foi comercializado entre 1959 e 1961, seguido do Júnior de Luxe, que incluía alguns melhoramentos, comercializado entre 1961 e 1963.
O F11 e o F12 eram um pouco maiores e equipados com motores com maior potência, tendo sido produzidos entre 1963 e 1965, acompanhados a partir de 1964 do F12 Roadster.
Estima-se que tenham sido produzidos mais de 350.000 unidades, vendidos na Alemanha, na Europa e para outros países. O Júnior chegou a ser produzido em uma fábrica na Irlanda, que se tornou a única fábrica da DKW fora da Alemanha na Europa.
Estima-se que tenham sido produzidas 237.587 unidades do Júnior e do Júnior de Luxe entre 1958 e 1963, com um motor de 741cc, 30.738 unidades do F11 entre 1963 e 1965, com um motor de 796cc e 82.506 unidades do F12 entre 1963 e 1965, com um motor de 889cc.